# 日本気象予報士会
一般社団法人日本気象予報士会（にっぽんきしょうよほうしかい、英: Certified and Accredited Meteorologists of Japan）は、国土交通省所管の国家資格である「気象予報士試験」に合格し、気象庁長官に「気象予報士」の資格を登録した気象予報士によって構成され、会員相互の情報交換や気象技能の研鑽、安全知識の普及啓発や気象情報の利活用推進の活動を行っている職能団体。会員数は、3,360名（2015年12月1日現在）。

## 沿革
- 1996年（平成8年）7月20日 - 気象予報士会を設立（任意団体）
- 2004年（平成16年）
  - 日本気象予報士会に名称変更
  - 7月20日 - 有限責任中間法人気象予報士互助会を設立
- 2009年（平成21年） - 一般社団法人化
- 2013年（平成25年） - 気象業務の健全な発展に寄与したという評価で気象庁長官から感謝状を授与される
- 2016年（平成28年） - 主たる事務所を東京都千代田区神田錦町二丁目7番地から現在地に移転
- 2019年（令和元年） - 多年にわたり気象庁の業務や防災知識の普及啓発に積極的に取り組み気象業務の発展に寄与した功績で、国土交通大臣表彰を授与される

## 概要
目的は、「他の気象関係機関・団体等との連携の下に気象事業の振興に寄与するとともに、会員相互の交流を図り、気象予報士の技術研鑽と活動基盤の確立に努め、もって社会的地位の向上を目指すことを目的とする。」とされている（定款より）。
1994年（平成8年）に第1回の試験が行われて誕生した気象予報士は、その後も年2回のペースで試験が実施され合格者が増える中で、資格発足以来弁護士会のような団体がなかったことから、 気象予報士の全国組織が必要だとの機運が盛り上がり、1996年（平成8年）に合格者・登録者の有志が発起人会を結成。同年7月20日に設立総会が開催され、729人が参加し、任意団体として発足。
法的根拠がなく、強制入会制ではない上、気象会社の職務に従事していれば、会社を通じて技術研鑽ができるため、気象会社職務従事者の加入率は、高いものではなかったとされている（2002年（平成14年）前後に活動した、諮問委員会「気象予報士の今後を考える会」答申（以下、同答申）による）。
2004年（平成16年）に我が国唯一の気象予報士組織であることを明確に打ち出すため、日本気象予報士会（にっぽんきしょうよほうしかい）への改称を行った。
同時に、2005年（平成17年）のペイオフ解禁が間近に迫る中、発足当初から法人格を持たない任意団体として運営を続けてきたため、各種契約の主体となれないことや、会の資産が会員個人名義の口座で管理されているなどの点が問題となった。そこで2004年（平成16年）、会として法人格を取得するまでの緊急避難的措置として、本体ではなく、日本気象予報士会本体の役員が会員として構成する有限責任中間法人気象予報士互助会を設立した。
その後、公益法人化を図るための議論が続けられ、2006年（平成18年）に公益法人を目指す総会決議がなされ、その決議を基に、翌2007年（平成19年）、有限責任中間法人（後の法律改正で一般社団法人）気象予報士互助会と任意団体としての日本気象予報士会を合併する形での総会決議案が上程されたが、前年の公益法人化の決議と相俟って反対意見が相次ぎ継続審議となり、2008年（平成20年）の総会にそれぞれの総会決議を取り消す議決を行い、2009年（平成21年）に一般社団法人の法人格を取得。10月に総会を開き、一般社団法人日本気象予報士会に移行した。

## 主な活動
会員の活動は、主として地域と特定分野がある。
地域の活動としては、各地の会員で組織する支部が全国にあるが、域内在住・在勤を支部登録資格とはせず、他地域の会員も入れる支部が多数である。支部が主催する勉強会や講演会、施設見学会、地域や小学校での気象・防災出前講座といった活動に希望する会員が参加する、という形で行われている。気象予報士資格は気象業界に限らずいろいろな業界の人が取得しているため、いろいろなバックグラウンドの会員間の交流がある。
分野別活動としては、有志活動団体と呼ばれる会が会員有志によって複数結成され、天気図解析などの気象技能の向上を図るための活動や、パソコンを活用した気象解析技術向上に資する活動、「空を見上げるお母さんを増やそう」と親子向けのイベント開催（サニーエンジェルス）、学生会員の交流（気象予報士学生会）などが希望者が参加して行われている。
一方、理事会による全会員向けの事業として、会報発行、予報支援図などのデータ配信、気象技能講習会や研究成果発表会の開催、気象庁内の気象科学館での解説員派遣、気象庁から出前講座の受託（防災プロジェクト）などが行われている。
日本気象学会等と連携した活動も行われている。気象サイエンスカフェの共催、日本気象学会の夏季大学や公開気象講演会への後援、学会大会での専門分科会開催などが行われている。

## 個人情報流出
2017年（平成29年）5月30日、所属する気象予報士のうち、会の名刺を注文した389人の氏名や連絡先といった名刺に記載された情報がそのまま、インターネット上で閲覧できる状態になっていたことが全国で報道された。